# 12107 Reneebarcia
12107 Reneebarcia este o planetă minoră (asteroid), cu un diametru de 3,087 km, din centura de asteroizi. A fost descoperită pe 22 mai 1998 la Magdalena Ridge Observatory⁠(d) de Lincoln Near-Earth Asteroid Research. 
Obiectul prezintă o orbită caracterizată de o semiaxă mare de 2,1789539 UAi, o excentricitate de 0,03, o înclinație de 5,03474 ° în raport cu ecliptica.